# Південно-Африканський Союз у Першій світовій війні
Південно-Африканський Союз — домініон Британської імперії, перебуваючи формально в її складі, автоматично опинився в стані війни з Центральними державами, через те, що питання зовнішньої політики Південної Африки залишалися у сфері ведення британського уряду.

## Історія

### Південь Африки
З початком світового конфлікту в Європі, у перших числах серпня 1914 року Л.Бота заявив про намір вступити в бойові дії на боці Британської імперії, а потім без узгодження з урядом оголосив Німеччині війну. Бурське населення охопили широкі антивоєнні настрої, усюди проходили мітинги протесту. Під керівництвом Національної партії африканери підняли повстання, яке досягло найбільшого розмаху в Оранжевій вільній державі. До повстання приєдналася велика група колишніх бурських генералів, 7 тисяч бурів з Оранжевої провінції і 3 тисячі з Трансваалю.
Головнокомандувач збройними силами ПАС генерал Крістіан Баєр на знак протесту проти непопулярного рішення уряду подав у відставку, заявивши при цьому: «Кажуть, що війна ведеться проти» варварства «німців. Ми пробачили, але ще не забули усі ті варварства, які були скоєні в нашій власній країні під час південноафриканської війни. Тим часом німці не зробили нам нічого поганого».
Генерал Мані Маріц, командувач військами ПАС на кордоні з Німецькою Південно-західною Африкою, і зовсім відмовився підкоритися наказу про перехід у наступ проти німців. Більш того, він перейшов на їхній бік з наміром відтворити «Вільну бурську республіку». До складу тимчасового уряду повинні були увійти генерали К.Баєр, К.де Вет, Я.Кемп, М.Маріц і Безюйденгут. Маріц випустив декларацію, в якій говорилося: «Відомо, що в багатьох випадках ворог озброював для війни з нами тубільців, і оскільки це робилося з метою порушити в чорних народи презирство до білої людини, ми тому суворо попереджаємо, що всі кольорові й тубільці, які будуть захоплені нами в полон зі зброєю в руках, так само як і їх офіцери, поплатяться за це життям». Над країною нависла загроза чергової Англо-бурської війни.
14 жовтня у Південно-Африканському Союзі був оголошений воєнний стан. 27 жовтня війська, якими командував особисто Бота, розгромили загони Байєра в Растембурзі. 7 листопада бойові дії почали повстанські загони генерала де Вета в Вінбурзі. Де Вету вдалося здобути перемогу над урядовими силами генерала Кроне. 12 листопада у Маргварда відбулася вирішальна битва. Військами Союзу командував Бота, повстанцями — де Вет. У підсумку, заколотники зазнали нищівної поразки. 1 грудня де Вет був полонений разом з ар'єргардом з 50 бурів. 9 листопада під час відступу в Трансвааль трагічно загинув генерал Баєр. До січня 1915 року війська Союзу придушили розсіяні по різних місцях сили повстанців. Багато сотень бурів були кинуті за ґрати.
5 січня 1915 року війська ПАС під командуванням Боти почали вторгнення в Німецьку Африку. Своєю чергою, німці сприйняли це як зраду, адже Німеччина завжди підтримувала бурів в боротьбі проти Британії.
Наступ південноафриканських сил в 1915 році був швидким і переможним, попри важкі умови. Основну масу військ вторгнення (на завершальному етапі вони сягали 60 тисяч осіб) становили бурські міліційні частини. Південноафриканці наступали трьома колонами: з півдня вздовж узбережжя, з території колишньої Оранжевої республіки й зі сходу з Бечуаналенда. 12 травня 1915 року була захоплена столиця Віндгук. 9 липня залишки німецьких військ, що розв'язали партизанську війну, були змушені капітулювати. Перемога була досягнута з мінімальними жертвами з обох сторін. Після закінчення війни Ліга Націй вручила Південно-Африканському Союзу мандат на управління цією територією.

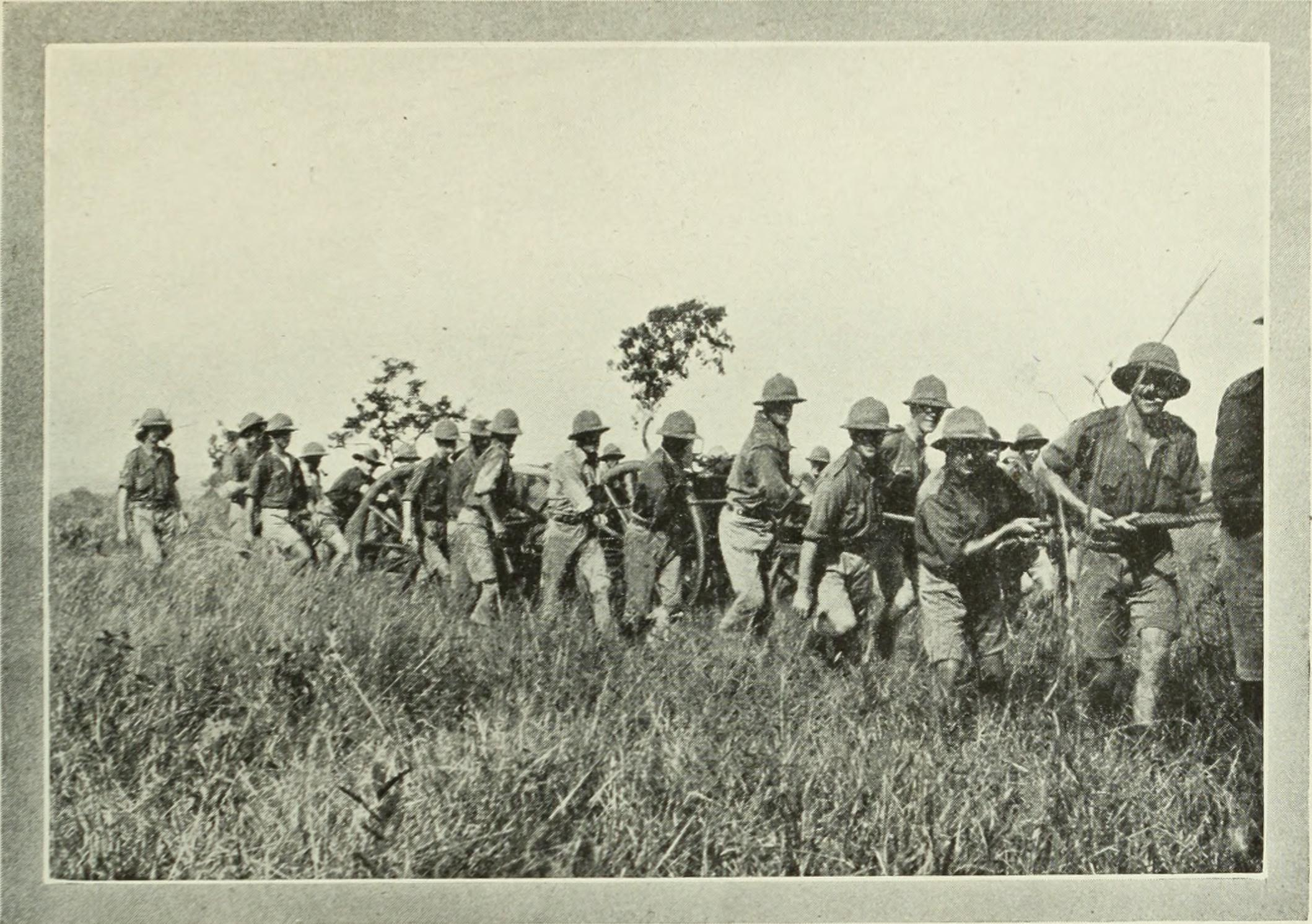
Південноафриканська піхота на марші

### Схід Африки
19 лютого 1916 року південноафриканські експедиційні сили на чолі з Я.Смутсом прибули до Момбаси. Генерал швидко організував усі частини Британської імперії й перейшов у наступ, намагаючись якомога хутко знищити партизанські загони П.фон Леттова, що діяли на території Німецької Східної Африки. Війська британської корони нараховували близько 13 000 південноафриканців, у тому числі бурів, британців, родезійців, 7 000 індійців та 73 300 осіб допоміжних сил з африканських племен. У взаємодії з ним діяли бельгійські війська з Конго, а також невеликий компонент португальської армії.
Тим часом німецький оберст П.фон Леттов-Форбек не гаяв часу і зміг зібрати під своїм командуванням майже 13 000 воїнів коштом тубільного населення.
Смутс атакував противника одночасно з різних напрямків і після декількох боїв німецькі частини були змушені залишити район Північної залізниці й відступити до Центральної залізниці. Протягом літа британці зайняли Центральну залізницю, а німецькі частини відступили до річки Руфіджі, де оборонялися кілька місяців попри британський десант у гирлі річки та спробу португальців атакувати з півдня. На заході колонії німецькі частини успішно оборонялися проти британців і бельгійців, і лише наприкінці року відступили в район Махенге.
Жодному з британських формувань не вдалося розгромити, і тим більш захопити німецького лідера. Війська союзників хворіли на хвороби. Так, 9-й південноафриканський піхотний полк розпочав бойові дії з 1 135 вояками у лютому 1916 року, а у жовтні в ньому лишилося практично без ведення бойових дій тільки 116 солдатів.
Наприкінці восени П.фон Леттов-Форбек з основними силами був змушений відступити до південної частини німецької колонії, а Смутс розпочав масштабне перегрупування своїх військ. Він змінив регулярні південноафриканські, родезійські та індійські формування на місцеві підрозділи, укомплектовані аскарі. У січні 1917 року Ян Смутс відбув до Лондону, вважаючи, що він виграв кампанію й у противника не залишилося сил чинити опір.

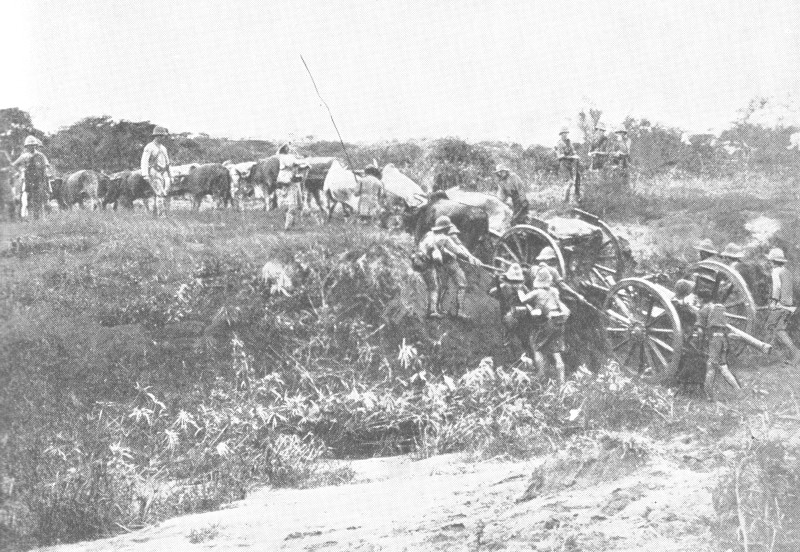
Колона військ Британської імперії з носильниками тубільного населення на марші. В колоні транспортується 76-мм польова гармата BL 15, яку тягнуть воли. Східноафриканська кампанія

Після відбуття Яна Смутса до Великої Британії, спочатку генерал-майор Реджінальд Госкінс очолив війська союзників у кампанії, а згодом його змінив південноафриканський генерал-майор Якоб ван Девентер. У липні 1917 року союзники розпочали черговий наступ проти німецьких військ і до восени змусили їх відступити на 160 км у південному напрямку.
15-19 жовтня 1917 року, оберст Пауль фон Леттов-Форбек стинався у кровопролитній битві біля Магіва, де німці билися з більш ніж втричі переважаючими силами британської армії. Проте, попри здобуту перемогу, шутцтруппе змушені були далі відступати на південь, і 23 листопада вони перетнули кордони Португальського Мозамбіку, подолавши річку Рувума.
У серпні 1918 року війська П.фон Леттов-Форбека повернулися до Німецької Східної Африки, пройшли маршем і прорвалися до Північної Родезії. 13 листопада 1918 року, німці опанували залишене британцями містечко Касама, але вже наступного дня німецький командувач генерал-майор П.фон Леттов-Форбек, отримавши телеграму про завершення війни, погодився скласти зброю.

### Західна Європа
1-ша Південноафриканська піхотна бригада стала основним формуванням Південно-Африканського Союзу, що взяла найактивнішу участь у боях та битвах Першої світової на Європейському театрі війни. Бригада складалась з чотирьох піхотних батальйонів, кожний комплектувався представниками однієї з провінції Союзу. Також до Франції були відправлені 5 артилерійських батарей важкої артилерії, військовий польовий шпиталь, рота Королівських інженерів та рухома евакуаційна група медиків.
Найзапеклішою битвою, де бились уродженці півдня Африки — південно-африканці та родезійці — став бій у Дельвільському лісі під час битви на Соммі. З 3 000 вояків бригади, що вступили у бій, тільки 768 вціліли, решта загинула або була поранена чи зникла безвісти.
Ще однією з трагедій для солдатів Південної Африки стала морська катастрофа транспортного судна «Менді» — на борту якого внаслідок зіткнення з вантажним судном затонуло 616 осіб Південно-Африканського корпусу праці (англ. South African Native Labour Corps).

### Синайсько-Палестинська кампанія
Капський корпус Південно-Африканського Союзу брав участь у боях у Палестині. Він організаційно входив до складу Єгипетських експедиційних сил і змагався у бойових діях у битві за битві при Мегіддо, в боях на рівнині Шарон та при Наблусі.

## Наслідки
Протягом Першої світової війни понад 146 000 «білих», 83 000 «чорних» та 2 500 людей змішаних рас (кольорових) і азіатів проходили службу в лавах Південно-Африканських військових формувань, зокрема 43 000 — у Німецькій Південно-Західній Африці, 30 000 — на Західному фронті в Європі. Близько 3 000 південноафриканців служили у Королівському льотному корпусі. За весь час воєнних дій Південно-Африканський Союз втратив 18 600 осіб, серед яких 12 452 — загинули, в тому числі — 4 600 — на полях битв у Західній Європі.

## Відео
- South Africa in WW1 I THE GREAT WAR Special feat. Extra Credits
- The role of south african army in WW1